# Beskid Niski

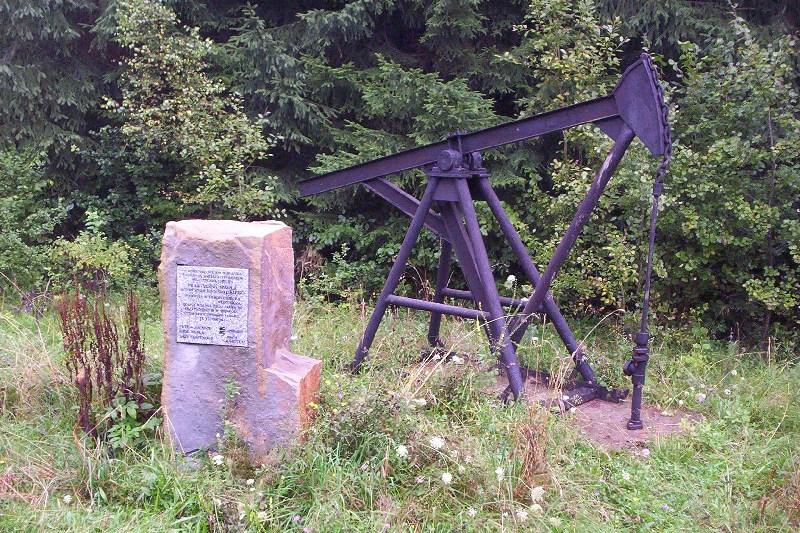
Kiwon – pomnik w Ropiance

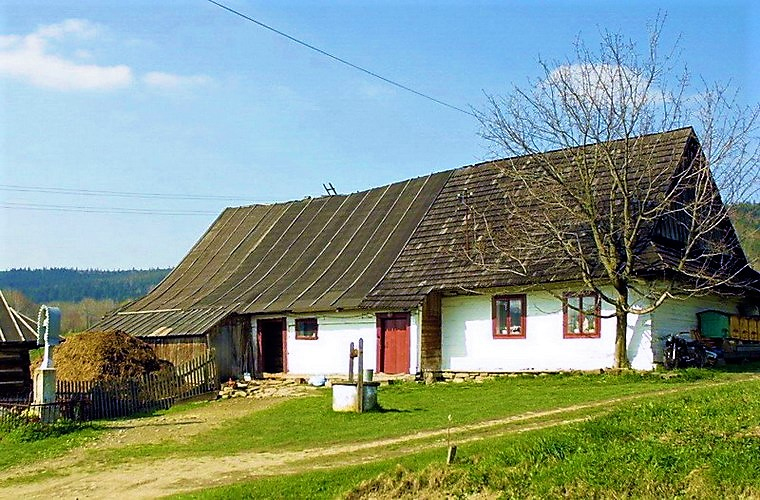
Łemkowska chyża we wsi Nowica, Beskid Niski

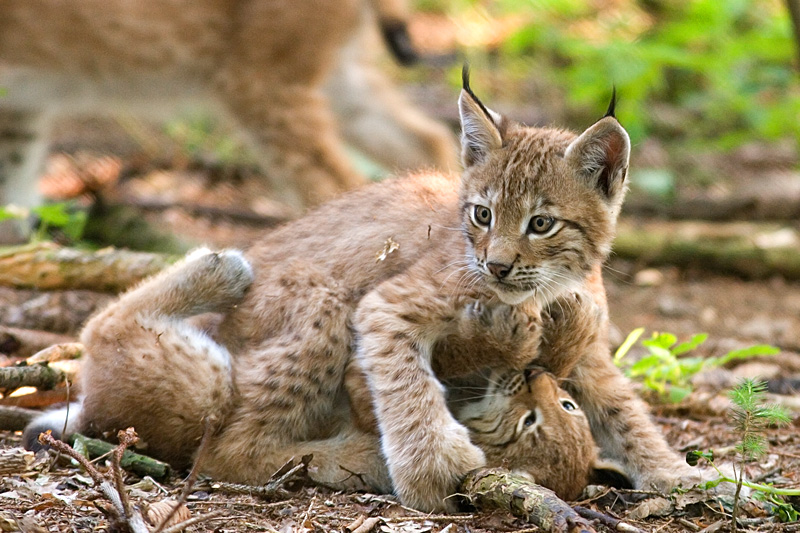
Młode rysie

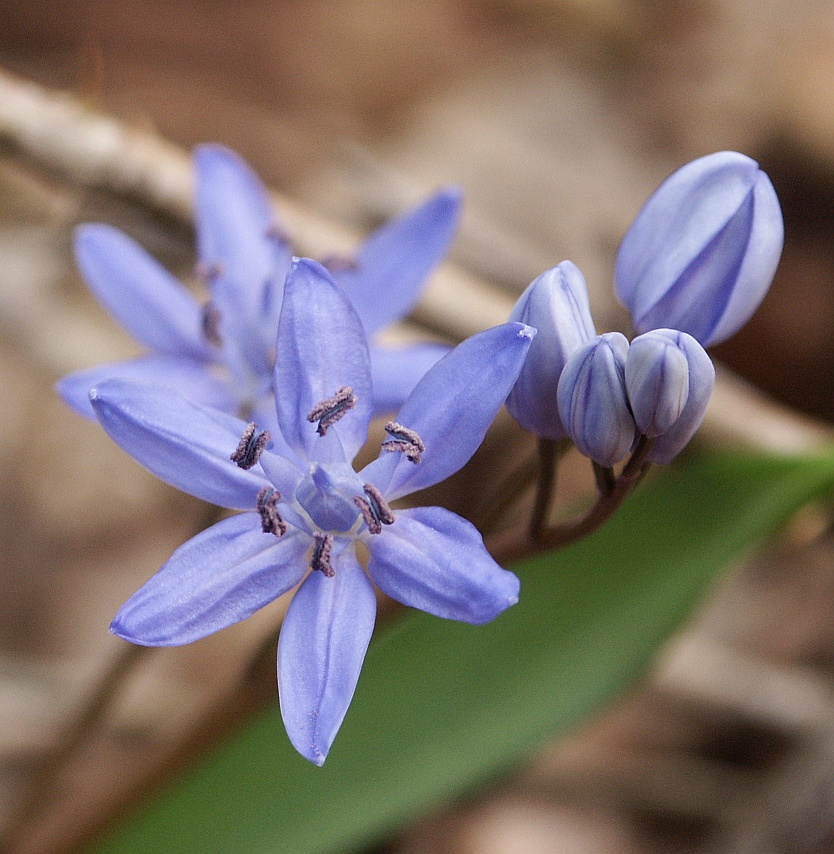
Cebulica dwulistna

Beskid Niski (513.71; łem. Низкій Бескід, słow. Nízke Beskydy) – pasmo górskie w Karpatach między przełęczami Łupkowską na wschodzie a Tylicką na zachodzie. Wschodnia granica Beskidu Niskiego jest zarazem granicą Karpat Wschodnich i Zachodnich.

## Położenie
Beskid Niski graniczy od wschodu z Bieszczadami, od północnego wschodu z Pogórzem Bukowskim, od zachodu z Kotliną Sądecką, od południowego zachodu z Beskidem Sądeckim, a od północy z Pogórzem Środkowobeskidzkim. Na południu przechodzi w Pogórze Ondawskie – granica ma charakter umowny i biegnie linią Bardejów–Svidník–Medzilaborce.
Beskid Niski leży na terenie Polski i Słowacji. Najwyższy szczyt po stronie polskiej to Lackowa (997 m n.p.m.; na niektórych mapach nawet 999 m), a po słowackiej Busov (1002 m), który jako jedyny przekracza 1000 m. Ważniejsze rzeki to Osławica, Wisłok, Jasiołka, Wisłoka, Ropa i Biała Dunajcowa, należą do zlewni Morza Bałtyckiego. Zbiorniki wodne w Klimkówce na Ropie, w Sieniawie na Wisłoku oraz niewielki w Krempnej na Wisłoce.
W centrum Beskidu Niskiego znajduje się Magurski Park Narodowy, a we wschodniej części Jaśliski Park Krajobrazowy. Na terenie Beskidu Niskiego leżą cztery uzdrowiska: Rymanów-Zdrój, Iwonicz-Zdrój, Wysowa-Zdrój oraz Wapienne z wodami mineralnymi. Trzy pierwsze są zrzeszone w Unii Uzdrowisk Polskich. Znajduje się tutaj również największe obniżenie w łuku Karpat – Przełęcz Dukielska (500 m). Beskid Niski jest najniższą, a zarazem najrozleglejszą częścią Beskidów i całego łuku Karpat.
Beskid Niski dzieli się na:
- Góry Grybowskie –  między dolinami Kamienicy i Białej,
- Góry Hańczowskie – między dolinami Białej oraz Ropy i Zdyni,
- Beskid Gorlicki – między rzeką Białą, a wsiami: Radocyna, Bartne, Kryg, Wołowiec,
- Pasmo Magurskie – z długimi grzbietami Magury Wątkowskiej i Małastowskiej,
- Beskid Dukielski – między dolinami Wisłoki i Taboru,
- Pasmo Bukowicy i Kamienia – między dolinami Wisłoka i Osławicy,
- Gniazdo Jawornika – między dolinami Jasiołki i Wisłoka,
- Pasmo graniczne – na wschód od doliny Bełczy,
- Wzgórza Rymanowskie – po obu stronach rzeki Tabor.

## Budowa geologiczna
Beskid Niski zbudowany jest ze skał osadowych zwanych fliszem karpackim. Są to najczęściej naprzemiennie ułożone ławice zlepieńców, piaskowców i łupków ilastych. Gdy 28 mln lat temu warstwy fliszu zostały sfałdowane, powstały trzy tzw. płaszczowiny, które nasunęły się na siebie. Najniższa jest płaszczowina śląska, środkowa – dukielska, a najwyższa – magurska. Wychodnie piaskowców magurskich często mają postać fantastycznych form skalnych. Najbardziej znane są Kornuty na Magurze Wątkowskiej (w 1953 roku założono tutaj rezerwat przyrody celem ochrony wychodni skalnych) i Diabli Kamień koło Folusza. Występuje też wiele jaskiń. Największe ich skupiska to Kilanowska Góra k. Lipowicy (około 70 jaskiń – najdłuższą z nich jest Jaskinia Słowiańska-Drwali o długości korytarzy 601 m i głębokości blisko 24 m) oraz Cergowa (11 jaskiń). Znana jest Jaskinia Mroczna w Kornutach, której łączna długość korytarzy sięga prawie 200 m, a głębokość 15,5 metrów. Według stanu z 2004 r. w Beskidzie Niskim znanych było 188 jaskiń i schronisk podskalnych o łącznej długości korytarzy 2720 m. Natomiast według stanu na 8 czerwca 2010 r. było to już 238 takich obiektów.
Warto też zwiedzić Grzywacką Górę, na której znajduje się krzyż z widokowym tarasem.
Naturalnym bogactwem jest ropa naftowa, gaz ziemny oraz wody mineralne.

## Klimat
Klimat w Beskidzie Niskim ma charakter przejściowy między klimatem atlantyckim i kontynentalnym. Wiosną, zimą i jesienią wieją tu ciepłe i suche wiatry południowe, tzw. dukielskie lub rymanowskie, które powodują częste zmiany pogody. Średnia temperatura roczna wynosi 4-8 °C. Największe opady deszczu występują w czerwcu i lipcu.

## Flora
W Beskidzie Niskim występują tylko dwa piętra roślinne: pogórza (do 550 m n.p.m.) i regiel dolny. Piętro pogórza tworzą pozostałości pierwotnych lasów dębowo – grabowych, olszy i zarośla wikliny w dolinach rzek, natomiast regiel dolny to lasy jodłowe, bukowe i sosnowe. Lasy zajmują blisko 70% powierzchni Beskidu Niskiego. Szczególnie liczne są drzewostany bukowe, a świerk jest niemal nieobecny.
Pod względem florystycznym Beskid Niski jest obszarem przejściowym między Karpatami Zachodnimi a Karpatami Wschodnimi. Rosną tu ciepłolubne rośliny z południa: róża francuska, kokoryczka wonna, kocimiętka właściwa. W lasach kwitną m.in.: przebiśnieg, cebulica dwulistna, żywiec gruczołowaty, czosnek niedźwiedzi, zawilec i miesiącznica trwała. Występuje tutaj również kilka gatunków z rodziny storczykowatych m.in.: podkolan biały, kruszczyk błotny, stoplamek plamisty.

## Fauna
Fauna tutejszych lasów jest typowa dla Beskidów. Dużej liczebności zwierzyny sprzyja słabe zaludnienie i rozległe obszary leśne. Występują tutaj m.in.: jelenie, sarny, dziki, zające, a z drapieżników: niedźwiedzie, rysie, żbiki, wilki, borsuki, kuny (domowa i leśna) oraz lisy. Wśród około 140 gatunków ptaków należy wymienić: orlika krzykliwego (widnieje na logo Magurskiego Parku Narodowego), orła przedniego, myszołowa zwyczajnego, grubodzioba, puchacza, puszczyka uralskiego i głuszca. W dolinach występują bocian czarny i dzięcioł trójpalczasty, a nad strumieniami: pliszka górska i pluszcz. Liczne są typowo górskie gatunki płazów: kumak górski, salamandra plamista, kilka gatunków traszek. Z gadów spotkać można żmiję, gniewosza plamistego, zaskrońca i padalca. W porze letniej dostrzec można rzadkie gatunki motyli: pazia żeglarza i niepylaka mnemozynę.

## Ochrona przyrody

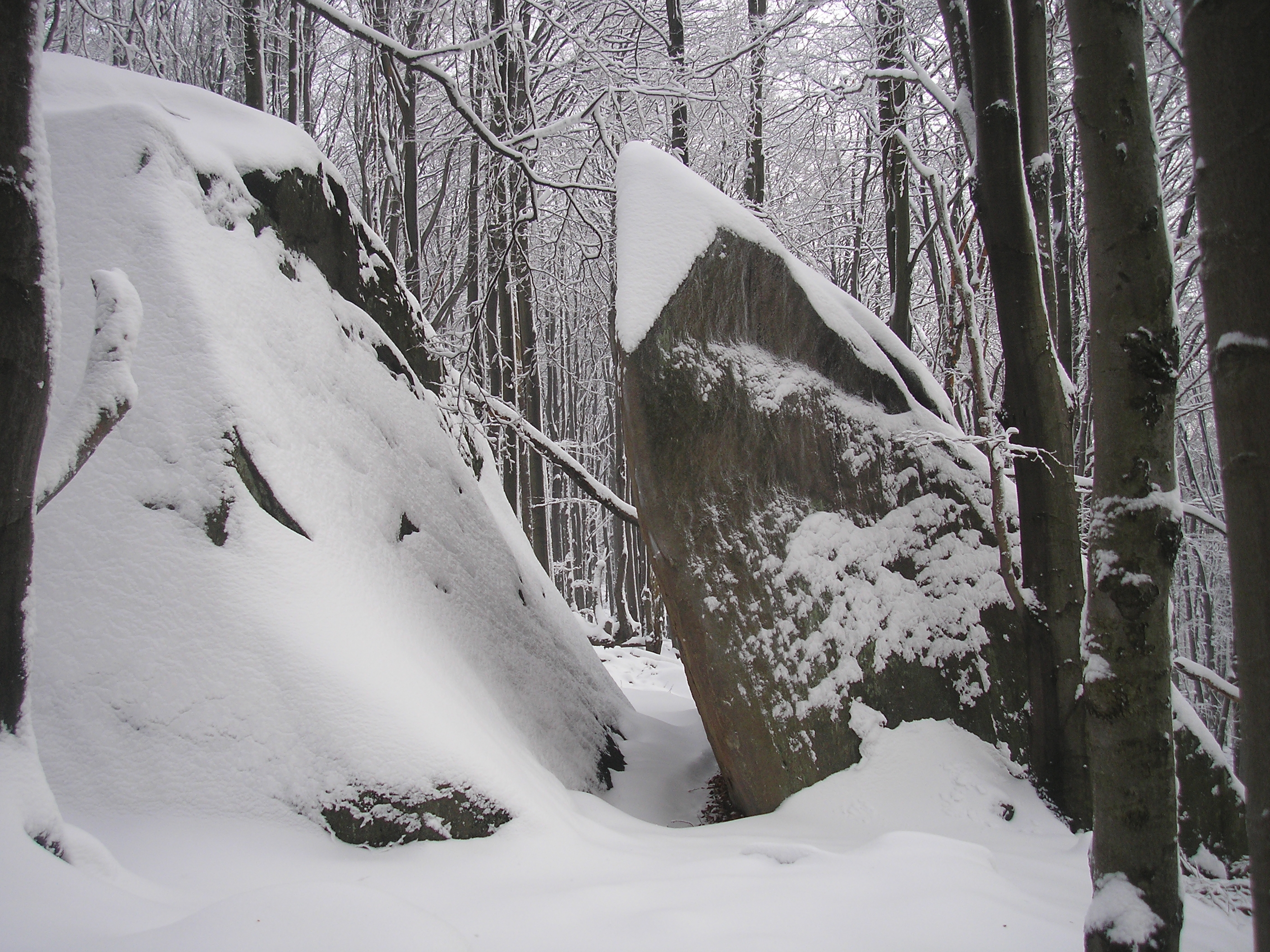
Kornuty, Skała Bliźnięta

W Beskidzie Niskim utworzono jeden park narodowy, jeden krajobrazowy, czternaście rezerwatów przyrody oraz dwanaście obszarów Natura 2000.

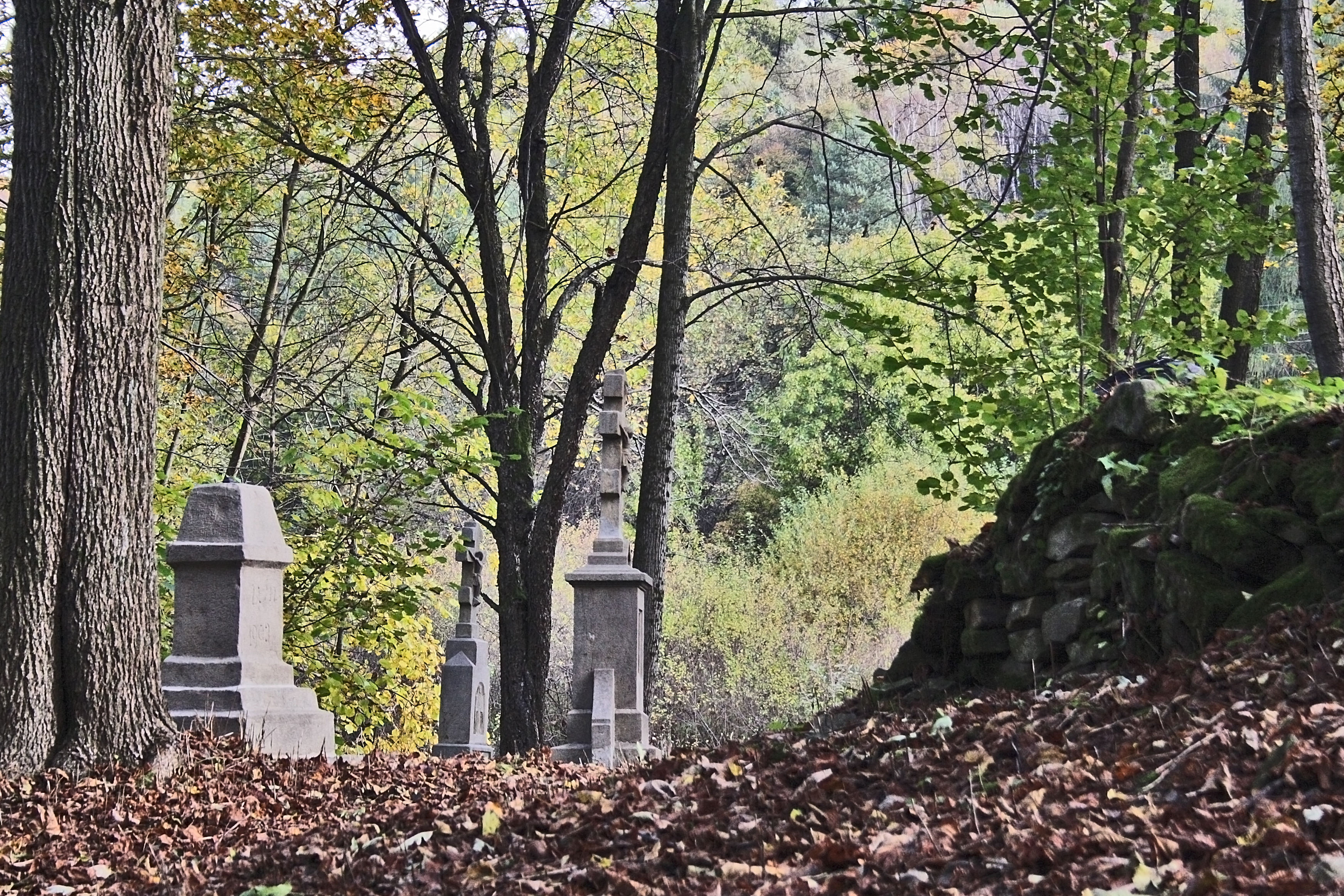
Specjalny obszar ochrony siedlisk Ostoja Magurska

- Specjalny obszar ochrony siedlisk Ostoja MagurskaMagurski Park Narodowy (19 439 ha) – powstał w 1995 roku wraz z otuliną o pow. 22 697 ha. Ponad 90% jego powierzchni zajmują lasy, głównie zbiorowiska buczyny karpackiej i rzadkie w polskich Karpatach lasy jaworowe. Istnieją tu trzy obszary ochrony ścisłej: „Magura Wątkowska” (1189 ha), „Kamień” (378 ha) i „Zimna Woda” (841 ha), rezerwat skalny „Kornuty” i pomnik przyrody „Diabli Kamień”. Wśród roślin 59 gatunków objętych jest ochroną ścisłą, 11 częściową, a 12 znajduje się na „czerwonej liście” roślin zagrożonych wyginięciem w Polsce. Fauna reprezentuje kilkadziesiąt gatunków ssaków, w tym szczególnie cenne nietoperze, 117 gatunków ptaków, chronione gady, płazy i owady.
- Jaśliski Park Krajobrazowy (29 911 ha) – powstał w 1992 roku i stanowi wschodnią otulinę MPN. 65% powierzchni zajmują lasy głównie buczyna karpacka. Osobliwością jest unikatowe w skali Karpat zbiorowisko jaworzyny górskiej – lasu, w którym dominują jawory i wiązy, a w runie występuje bardzo rzadka paproć – zanokcica języcznik. Charakterystycznym elementem są zespoły łąkowo-pastwiskowe nieistniejących wsi.
- Rezerwaty Beskidu Niskiego to: „Cisy w Mogilnie”, „Jelenia Góra”, „Kornuty”, „Łysa Góra”, „Wadernik”, „Igiełki”, „Modrzyna”, „Cisy w Nowej Wsi”, „Rezerwat Tysiąclecia na Cergowej Górze”, „Przełom Jasiołki”, „Kamień nad Jaśliskami”, „Źródliska Jasiołki”, „Bukowica” i „Kamień nad Rzepedzią”.
- Obszary Natura 2000 Beskidu Niskiego to: „Ostoja Magurska”, „Ostoja Jaśliska”, „Ostoje Nietoperzy Powiatu Gorlickiego”, „Łysa Góra”, „Źródliska Wisłoki”, „Biała Tarnowska” (niewielki fragment), „Ostoja Popradzka” (niewielki fragment), „Rymanów”,  „Trzciana”, „Osuwiska w Lipowicy”, „Jasiołka” oraz ostoja ptasia „Beskid Niski”.

## Historia
Od najdawniejszych czasów przez przełęcze Beskidu Niskiego biegły trakty handlowe na południe i wschód. Teren ten jednak był przez dłuższy czas wyludniony kolejnymi najazdami Tatarów. Dopiero Kazimierz III Wielki rozpoczął zasiedlanie tych granicznych terenów, przeprowadzając lokacje wsi i miast. Proces ten szczególnie nasilił się po przyłączeniu do Królestwa Polskiego w 1340 r. ziemi sanockiej (wraz z Grodami Czerwieńskimi). Jednocześnie od XIV w. na teren ten docierały już wcześniej migracje wołoskie (kolonizacja wołoska) oraz sascy osadnicy królów węgierskich Gejzy II i Andrzeja II. Migracje te ostatecznie zakończyły się na przełomie wieków XVI i XVII nadając ostateczny kształt narodowościowy tym terenom do roku 1772 – obszar ten aż do 1947 roku zamieszkiwała ludność polska, jak i łemkowska (rusińska), kiedy to ludność łemkowska została wysiedlona.
W 1657 przez Beskid Niski przeszły wojska Rakoczego. W latach 1768–1772 Beskid Niski stanowił ważny obszar w czasie konfederacji barskiej – szczególnie w jej późniejszym okresie, po upadku Krakowa. Od kwietnia 1769 do sierpnia 1770 walczył na tych terenach, dowodząc oddziałami konfederatów, Kazimierz Pułaski. Nieliczne już ślady okopów konfederackich można spotkać po dziś dzień, np. w rezerwacie „Okopy Konfederackie” nad Muszynką na obrzeżu Beskidu Niskiego.

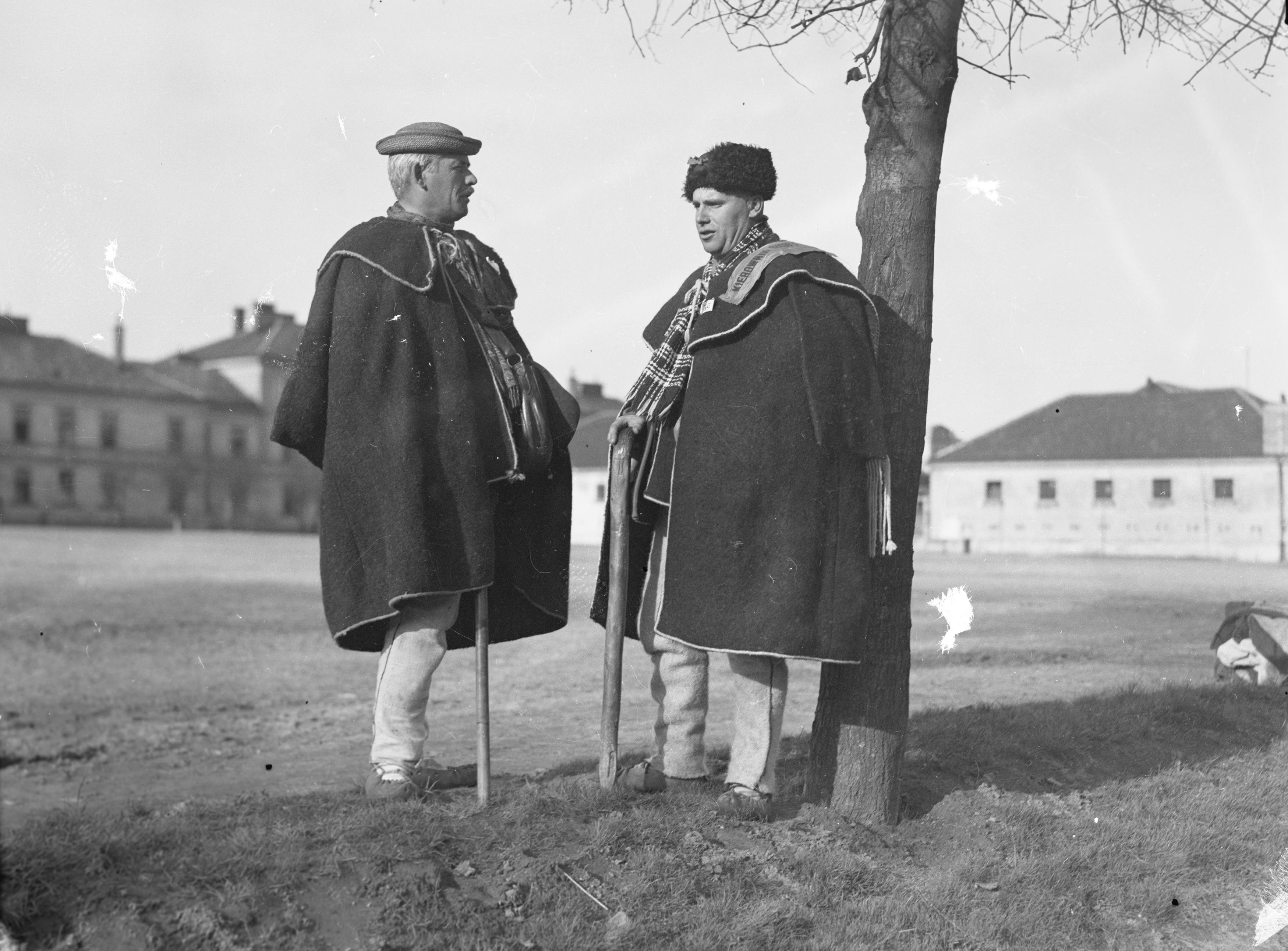
Strój łemkowski

Pasterze wołoscy mieszając się na przestrzeni wieków z ludami ruskimi oraz ulegając wpływom polskim i węgierskim utworzyli nową grupę etniczną zwaną od II poł. XIX wieku Łemkami.
W 1915 na tych terenach rozegrała się bitwa pod Gorlicami określana małym Verdun.
Działania I wojny światowej na terenie Beskidu Niskiego, gdzie przechodził front wojenny, dokonały dużych spustoszeń i pochłonęły tysiące ofiar. Szczególną pamiątką po tych wydarzeniach są liczne austriackie cmentarze wojenne z tego okresu.
W latach 20. XX wieku w czasie tzw. schizmy tylawskiej spora część Łemków przeszła na prawosławie. Polacy zamieszkujący obszar Beskidu Niskiego przeważnie byli rzymskimi katolikami.
We wrześniu 1944 z rozkazu Józefa Stalina rozpoczęła się operacja dukielsko-preszowska, która pochłonęła ponad 100 tysięcy ofiar i wyrządziła niezmierne straty w dobytku ludności tych terenów.

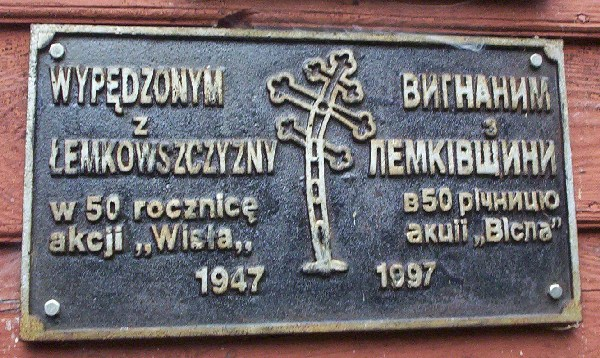
Tablica pamiątkowa na górze Jawor.

Od 1943 na terenach Beskidu Niskiego działała Ukraińska Powstańcza Armia (UPA), walcząca z Polakami o Zakierzoński Kraj. Kres działalności UPA na tym terenie położyła Akcja „Wisła” w 1947 r.
Już od 1945 na mocy umowy PRL z ZSRR o wzajemnej wymianie ludności z terenów Beskidu Niskiego przesiedlano na wschód ludność pochodzenia łemkowskiego. Początkowo dobrowolne wywózki, stały się z czasem coraz częstsze i przymusowe i objęły swoim zasięgiem niekiedy nawet całe wsie. Pierwsza faza przesiedleń zakończyła się latem 1946. W 1947 rozpoczęła się Akcja „Wisła”. Władze polskie wywiozły prawie wszystkich Łemków w głąb terytorium Polski, najczęściej na Ziemie Odzyskane. Nielicznym udało się wrócić dopiero po 1956.

## Odkrycie ropy naftowej

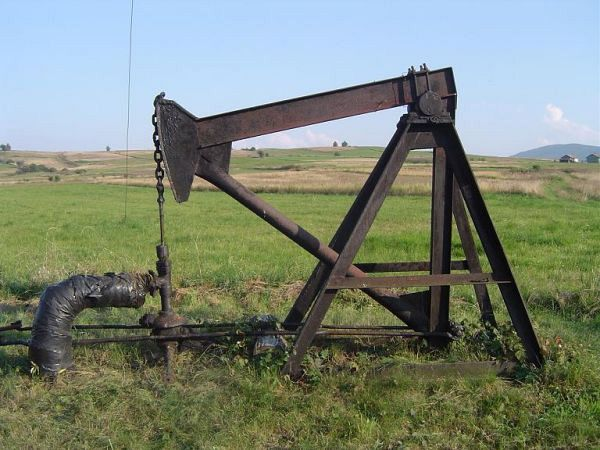
Zabytkowy kiwon w Krygu

W XIX w. na terenie Beskidu Niskiego odkryto złoża ropy naftowej. Ich przemysłową eksplorację rozpoczął Ignacy Łukasiewicz – konstruktor lampy naftowej. Teren Beskidu Niskiego stał się pierwszą prowincją naftową na świecie, zwaną Gorlickim Zagłębiem Naftowym. To tutaj zaczęto stosować nowoczesne metody wierceń i poszukiwań ropy naftowej. W Ropiance powstała pierwsza na świecie szkoła ucząca młodych wiertaczy jak bezpiecznie wydobywać ropę naftową, a następnie utworzono ją w Krygu. W niewielkich ilościach ropa naftowa wydobywana jest na tych terenach do dzisiaj. Pola na tych terenach (m.in. Kryg, Dominikowice, Ropianka, Libusza) zdobią kiwony – zabytki przemysłu naftowego.
Przez zachodnią część Beskidu Niskiego, zwaną Beskidem Gorlickim biegnie Karpacko-Galicyjski Szlak Naftowy. Szlak jest jedną z głównych atrakcji turystycznych regionu, a jego celem jest ukazanie reliktów przemysłu naftowego (m.in. Muzeum Regionalne PTTK w Gorlicach, Muzeum Przemysłu Naftowego i Etnografii w Libuszy, pierwsza na świecie uliczna lampa naftowa w Gorlicach).

## Turystyka i atrakcje turystyczne

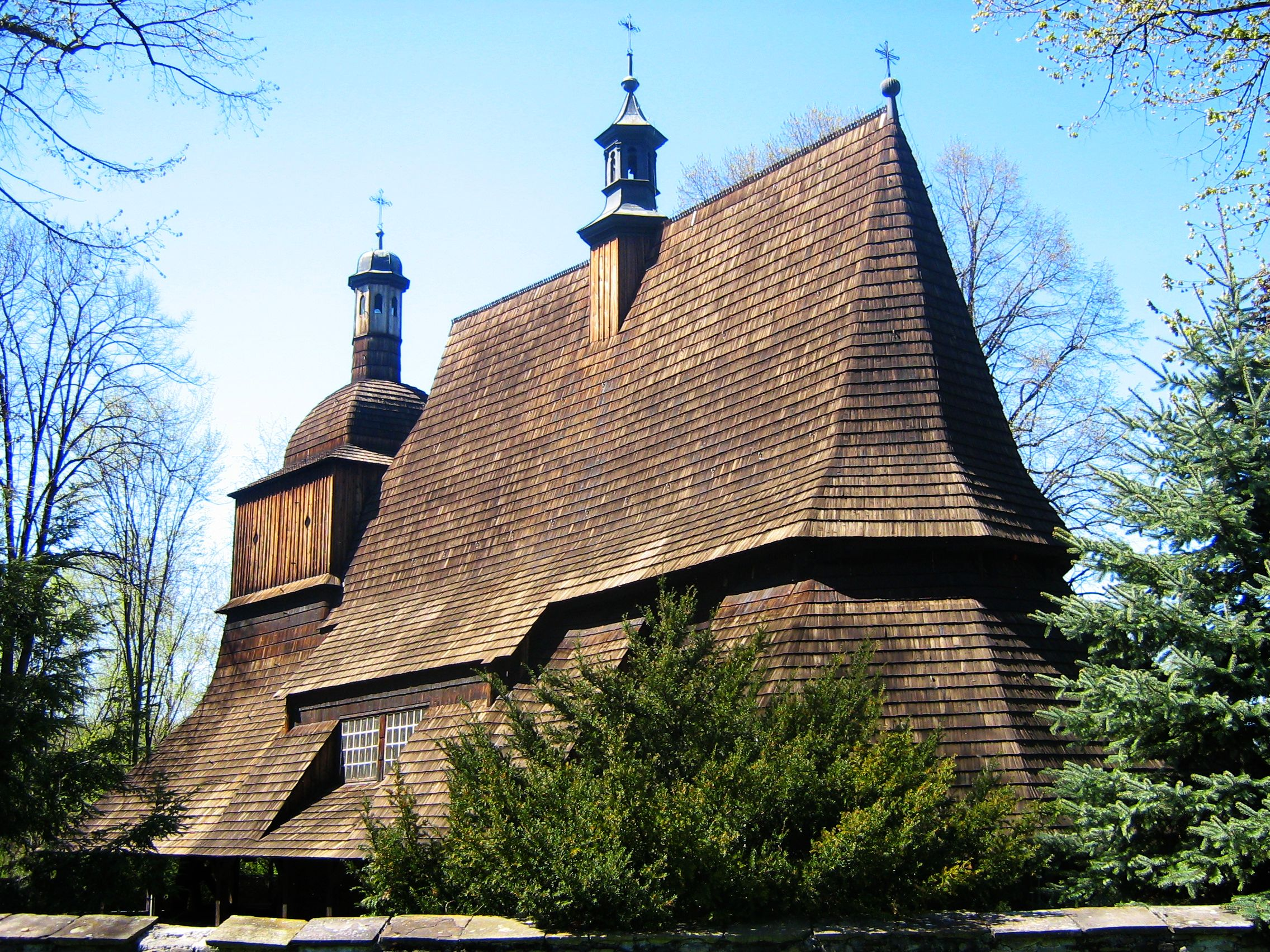
Kościół św. Filipa i św. Jakuba w Sękowej

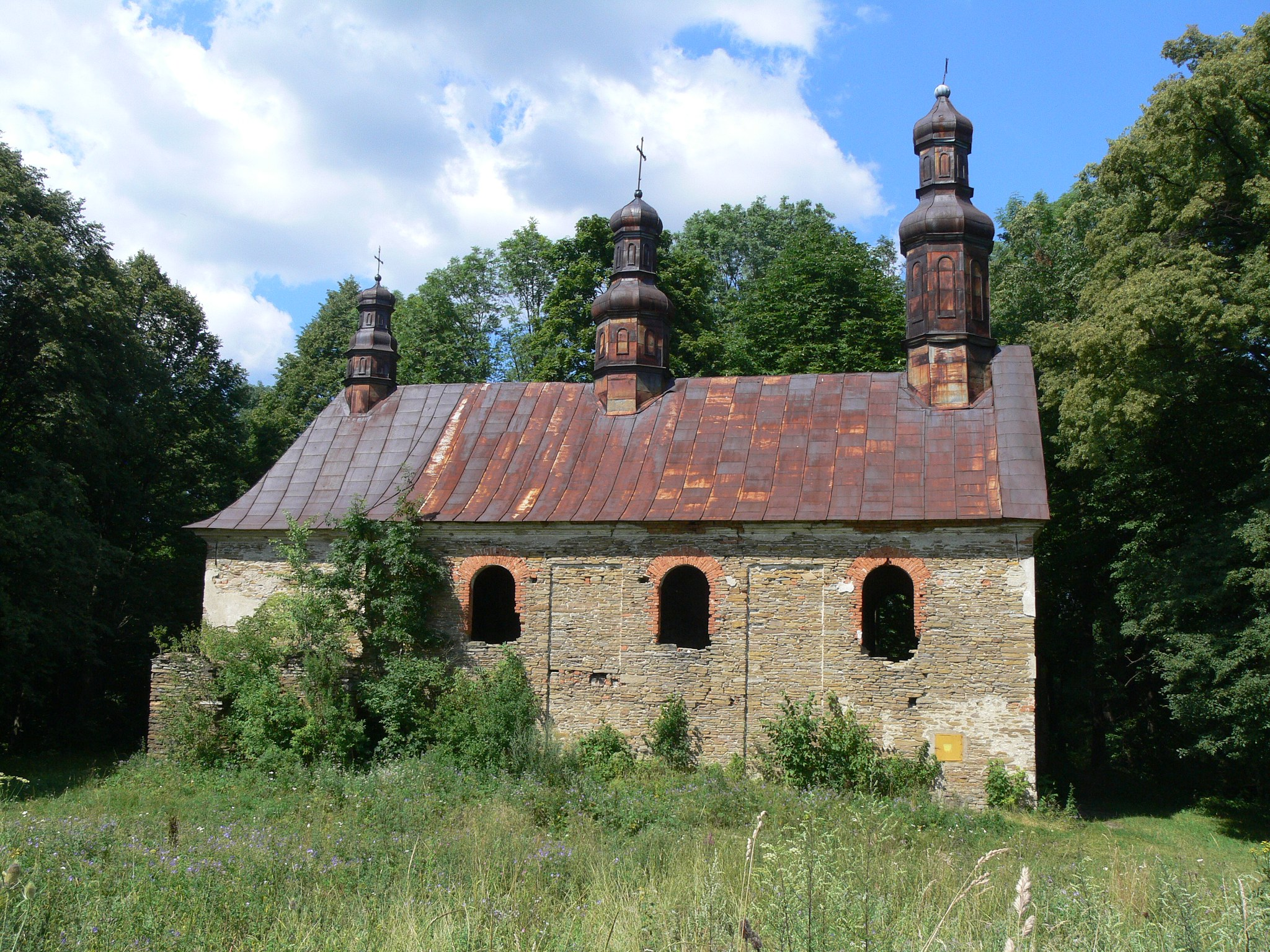
Ruiny cerkwi w Króliku Wołoskim, Beskid Niski

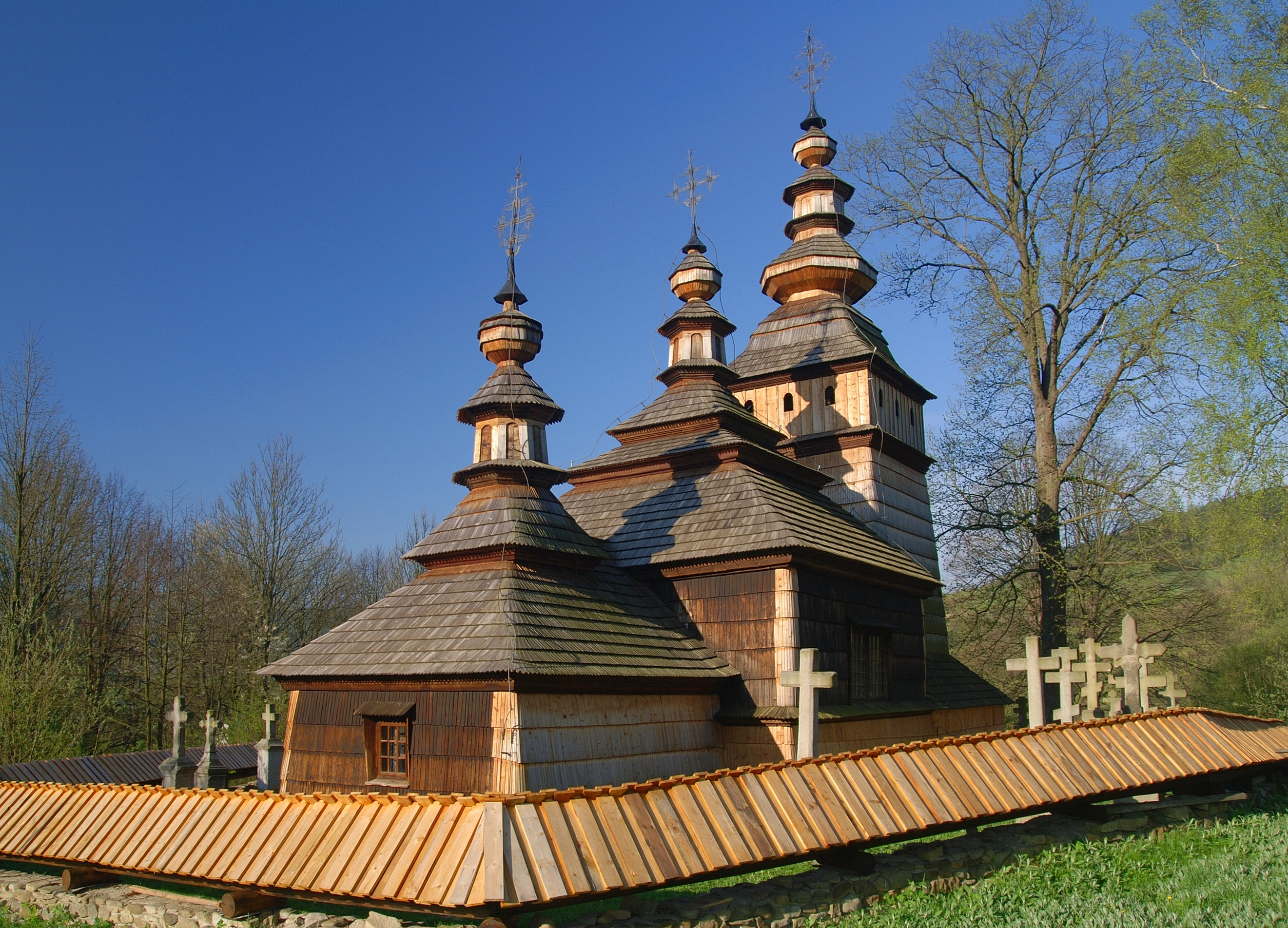
Cerkiew w Kotani – jedna z wielu w Beskidzie Niskim

Beskid Niski to dzisiaj najdziksze pasmo górskie w Polsce. Osobliwością Beskidu Niskiego są urokliwe doliny nieistniejących wsi, do szczególnie pięknych należą doliny: Bielicznej, Regetowa, Radocyny, Ciechani i Jasiela. Atrakcyjne są przełomy rzek: Jasiołki między Ostrą a Piotrusiem, Wisłoka pod Beskiem i pod Puławami. Na szlakach spotyka się bardzo niewielu turystów, a zapomniane doliny, niegdyś tętniące życiem, są dziś zupełnie puste. Osobną kategorią atrakcji krajoznawczych są zabytki kultury, wśród nich drewniane cerkwie. Za najpiękniejsze uważa się cerkwie w Kwiatoniu, Owczarach, Bartnem i Kotani. Najcenniejsze drewniane kościoły znajdują się w Sękowej (wpisany na listę światowego dziedzictwa UNESCO) i w Szymbarku. W Szymbarku stoi także renesansowy dwór obronny rodu Gładyszów. Warto z mapą i kompasem spróbować znaleźć ślady dawnych mieszkańców – istniejące i nieistniejące cerkwie łemkowskie, ślady po wsiach, kapliczki przydrożne itp. W Beskidzie Niskim znajdują się znane uzdrowiska, w których warto zabawić dłużej: Rymanów-Zdrój, Iwonicz-Zdrój, Wysowa-Zdrój oraz Wapienne. Ponadto wiele miast, miasteczek i wsi ciągle nosi ślady dawnej świetności, należą do nich Grybów, Jaśliska, Dukla i Szymbark. Koniecznie trzeba zobaczyć niewielki skansen łemkowski w Zyndranowej, Muzeum Przemysłu Naftowego i Gazowniczego im. Ignacego Łukasiewicza w Bóbrce oraz Skansen pogórzański w Szymbarku. Dla upamiętnienia faktu, że te tereny są kolebką przemysłu naftowego powstał Karpacko-Galicyjski Szlak Naftowy. Warto również obejrzeć pamiątki po wojennej przeszłości Beskidu Niskiego – cmentarze z okresu I wojny światowej budowane przez Austriaków w latach 1915–1917. Najpiękniejsze z nich położone są na Przełęczy Małastowskiej, Rotundzie oraz Beskidku koło Koniecznej – projektował je słowacki architekt Dušan Jurkovič.
Ponadto na obrzeżach Beskidu Niskiego zobaczyć warto: Sanok (wraz z Muzeum Budownictwa Ludowego), Krosno, kościół św. Michała Archanioła w Binarowej – wpisany na listę światowego dziedzictwa UNESCO, Trzcinicę (nazywaną Troją Północy), Biecz, Gorlice i Krynicę-Zdrój.

### Piesze szlaki turystyczne
Główny Szlak Beskidzki na odcinku: Komańcza – Wahalowski Wierch – Przybyszów – Tokarnia – Bukowica – Puławy – Tarnawka (Baza namiotowa w Wisłoczku) – Rymanów-Zdrój – Iwonicz-Zdrój – Lubatowa – Cergowa – Nowa Wieś (DK 19) – Cergowa – Łysa Góra – Kąty – Przełęcz Hałbowska – Kolanin – Świerzowa – Magura Wątkowska – Bacówka PTTK w Bartnem – Wołowiec – Popowe Wierchy – Zdynia-Ług – Rotunda – Regietów – Kozie Żebro – Hańczowa – Ropki – Izby – Mochnaczka Niżna – Huzary – Krynica-Zdrój
 Niebieski szlak Rzeszów – Grybów na odcinku: Przełęcz Radoszycka – Wielki Bukowiec – Jasiel – Szeroki Jasienik – Czeremcha – Jałowa Kiczera – Przełęcz Dukielska – Barwinek – Przełęcz nad Olchowcem – Baranie – Przełęcz Mazgalica – Ożenna – Przełęcz Beskid nad Ożenną – Przełęcz pod Zajęczym Wierchem – Beskid – Konieczna – Jaworzyna Konieczniańska – Przełęcz Regetowska – Wysowa-Zdrój – Przełęcz Hutniańska – Ropki – Bordiów Wierch – Czarna – Sucha Homola – Wawrzka – Chełm – Grybów
 Wola Piotrowa – Bukowica – Wisłok Wielki – Kanasiówka – dojście do szlaku niebieskiego jw.
 Besko – Mymoń – Pastwiska – Spalony Horbek – Puławy Górne – Dział – Surowica – Moszczaniec – Kanasiówka  – Wielki Bukowiec – Dołżyca – Komańcza
 Jaśliska – Lipowiec – Przełęcz Beskid nad Czeremchą
 Barwinek  – Zyndranowa – Ostra – Tylawa – Czerteż – Pustelnia św. Jana z Dukli (dojście do czerwonego Głównego Szlaku Beskidzkiego)
 Tylawa – Olchowiec – Baranie
 Gorlice – Dominikowice – Łysula – Męcina Wielka – Wapienne – Barwinok – Kornuty – Magura Wątkowska – Folusz – Mrukowa – Bucznik – Nowy Żmigród – Grzywacka Góra – Kąty – Krempna – Żydowskie – Wysokie – Ożenna
 Huta Polańska – Przełęcz Mazgalica
 Krempna – Przełęcz Hałbowska – Kotań – kaplica pod Trzema Kopcami – Mrukowa
 Bacówka PTTK w Bartnem – Banica – Przełęcz Małastowska – Schronisko PTTK na Magurze Małastowskiej – Magura Małastowska – Przełęcz Owczarska – Obocz – Siary – Gorlice
 Folusz – Bartne – Banica – Wołowiec – Nieznajowa – Radocyna – Konieczna – Przełęcz Dujawa
 Folusz – Diabli Kamień (opcjonalnie) – dojście do szlaku zielonego pod Barwinkiem
 Szlak Wincentego Pola na odcinku: Szymbark (województwo małopolskie) – Sołtysia Góra – Magura Małastowska – Schronisko PTTK na Magurze Małastowskiej – Smerekowiec – Skwirtne – Kozie Żebro – Wysowa-Zdrój – Ostry Wierch (Beskid Niski) – Przełęcz Pułaskiego – Lackowa – Przełęcz Beskid nad Izbami – Dzielec – Huzary – Krynica-Zdrój
 Schronisko PTTK na Magurze Małastowskiej – Oderne – Uście Gorlickie – Homola (dojście do niebieskiego szlaku Rzeszów-Grybów)
 Zapora na Ropie – Klimkówka – Flasza (dojście do szlaku niebieskiego Rzeszów-Grybów)
 Gorlice – Przełęcz Żdżar – Bielanka – Miejska Góra – Suchy Wierch – Ropa – Wawrzka – Florynka
 Ropki – Przełęcz Prehyba – Ostry Wierch
 Krynica-Zdrój (Kopiec Pułaskiego) – Huzary – Tylicz
 Krynica-Zdrój – Parkowa – Huzary – Jaworzynka
 Krynica-Zdrój – Parkowa – Bradowiec – Powroźnik

### Odznaki turystyczne
Istnieją odznaki turystyczne związane ze zdobyciem szczytów znajdujących się w Beskidzie Niskim. Pierwszą z nich, Koronę Beskidu Niskiego, przyznawaną za zdobycie 18 szczytów, ustanowił w kwietniu 2015 roku oddział PTTK w Jaśle. Drugą odznakę, Zdobywca Korony Beskidu Niskiego, za zdobycie 20 szczytów tego pasma górskiego, ustanowił w maju tego samego roku Klub Zdobywców Koron Górskich RP.